# 다요 오케니이
다요 오케니이(Dayo Okeniyi, 1988년 6월 14일 ~ )는 나이지리아에서 태어난 배우이다. 《헝거 게임: 판엠의 불꽃》에서 스레시 역할로 잘 알려져 있다.

## 생애
오케니이는 나이지리아 조스에서 태어났으며, 5명의 형제가 있다. 아버지는 은퇴한 나이지리아의 세관원이였으며, 어머니는 케냐 출신의 문학 교사였다. 2003년, 오케니이는 나이지리아에서 인디애나주로 이주하였고, 나중에는 캘리포니아주로 이주하였다. 오케니이는 2009년, 앤더슨 대학교 영상통신학 학사 학위를 얻었다. 《헝거 게임: 판엠의 불꽃》에 캐스팅되기 전에, 오케이니는 극장과 단편 영화에서 활동했다.

## 출연작 목록

### 영화
| 연도 | 제목                   | 원제                | 배역            | 비고 |
| ---- | ---------------------- | ------------------- | --------------- | ---- |
| 2012 | 헝거 게임: 판엠의 불꽃 | The Hunger Games    | 스레시          |      |
| 2013 | 스펙타큘라 나우        | The Spectacular Now | 마커스          |      |
| 2013 | 히든카드               | Runner, Runner      | 라이어널        |      |
| 2013 | 친구와 애인 사이       | Cavemen             | 안드레이        |      |
| 2014 | 엔들리스 러브          | Endless Love        | 메이스          |      |
| 2015 | 터미네이터 제니시스    | Terminator Genisys  | 대니 다이슨     |      |
| 2016 | 굿 키즈                | Good Kids           | 콘치            |      |
| 2020 | 블랙 엠페러            | Emperor             | 실즈 그린       |      |
| 2020 | 런 스윗하트 런         | Run Sweetheart Run  | 트레이          |      |
| 2021 | 쿠폰의 여왕            | Queenpins           | 얼              |      |
| 2022 | 프레시                 | Fresh               | 폴              |      |
| 2022 | 라이즈                 | Rise                | 찰스 아데토쿤보 |      |
| 2023 | 힙노틱                 | Hypnotic            | 리버            |      |

### 텔레비전 드라마
| 연도    | 제목             | 원제           | 배역        | 비고                                                |
| ------- | ---------------- | -------------- | ----------- | --------------------------------------------------- |
| 2013    | 레볼루션         | Revolution     | 앨릭 페너   | "The Night the Lights Went Out in Georgia" 에피소드 |
| 2014    | 본즈             | Bones          | 재릭 헨리   | "The Master in the Slop" 에피소드                   |
| 2016-18 | 쉐이즈 오브 블루 | Shades of Blue | 마이클 로먼 | 주연                                                |
| 2021    | 어둠의 나날      | See            | 올로만      | 4회분 출연                                          |
| 미정    | 다크 매터        | Dark Matter    | 레이턴      | 주연                                                |